# Hotel Okura Amsterdam

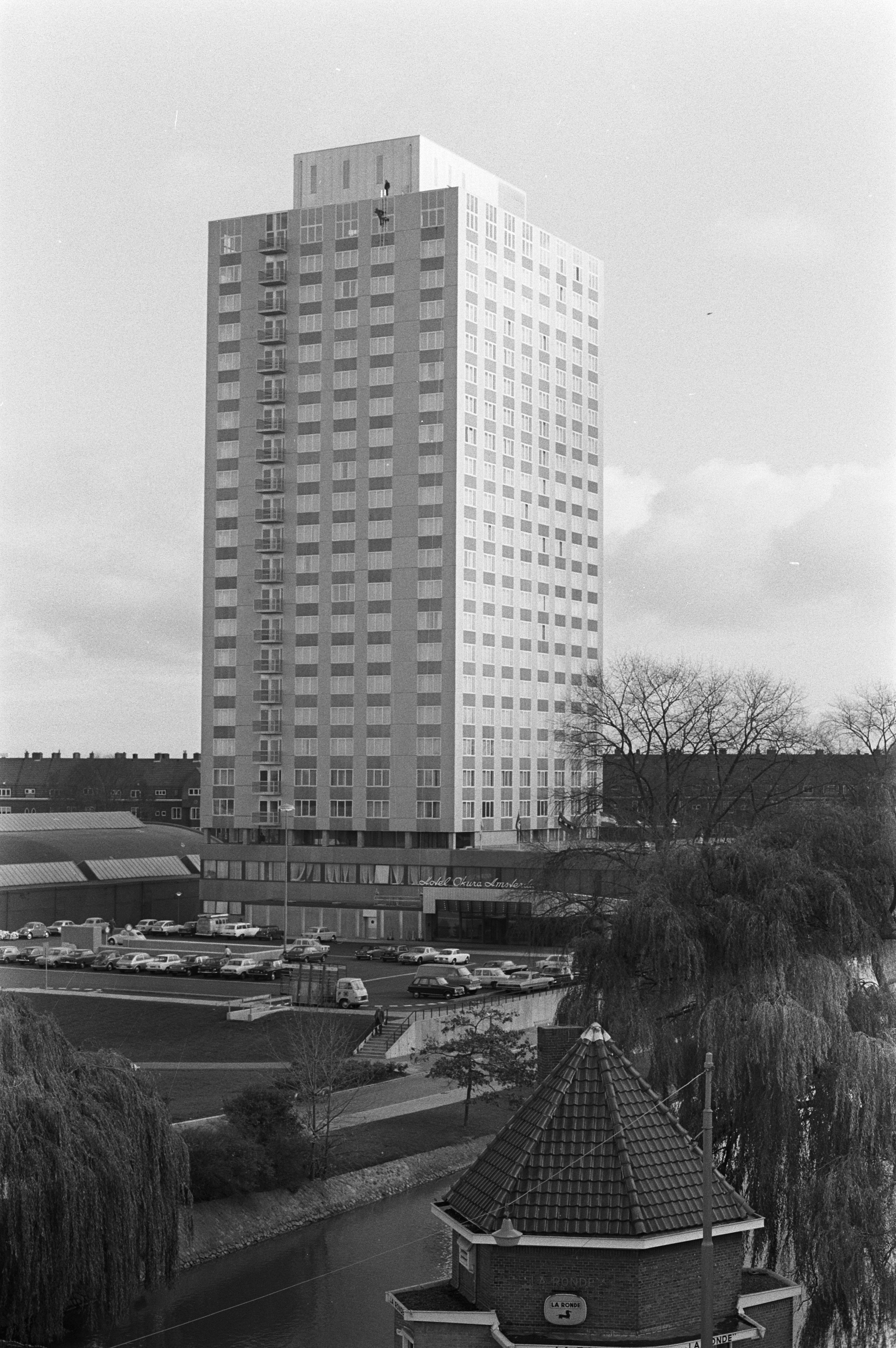
Okura Amsterdam in 1971 na oplevering

Hotel Okura Amsterdam is een hotel in Amsterdam dat deel uitmaakt van de Japanse keten Okura Hotels & Resorts. Het gebouw van 23 verdiepingen (géén 13e verdieping) is 78 meter hoog en is ontworpen door de Nederlandse architecten Bernard Bijvoet en Gerard Holt en de Japanse architecten Yoshiro Taniguchi en Yozo Shibata. Het hotel ligt aan de Ferdinand Bolstraat en de Jozef Israëlskade vlak bij de Barbiersbrug over het Amstelkanaal en werd in september 1971 geopend door prins Claus. Bij oplevering was Hotel Okura Amsterdam het op een na hoogste gebouw van Amsterdam; alleen Toren Overhoeks in Amsterdam-Noord was nog hoger. In 1994 werd de Rembrandttoren het hoogste gebouw van Amsterdam. Het hotel was het eerste Europese hotel van de Okura-hotelketen.

## Geschiedenis
De bouwkavel lag naast de locatie waar het als tijdelijk bedoelde oude RAI-gebouw stond. Berlage had de locatie van de oude RAI ooit bestemd voor de bouw van een concertzaal en volkshuis. Toen hier in de jaren zeventig een operagebouw zou komen, als onderdeel van sanering van De Pijp, kwam de buurt in verzet onder de slogan "Opera aan de Ferdinand Bolstraat? Sol-do-mi-terop". Het plan werd afgeblazen en daarop eisten de Japanse investeerders in het hotelcomplex dat het gebied een commerciële invulling zou krijgen. Uiteindelijk verrees er echter het sportcentrum 'De Pijp', kinderboerderij 'De Pijp' en het zorgcentrum 'Oude Raai".

## Dak en luifel
Op het dak van het hotel had de KTA in de jaren '80 apparatuur staan voor de ontvangst van buitenlandse televisiezenders. televisiepiraten huurden panden in de omgeving van het hotel en drukten zwakke signalen weg met hun eigen apparatuur om zo hun eigen uitzendingen op de kabel te krijgen.
Het gebouw heeft een barometer die door middel van de verlichting op de luifel op 75 meter het weer van de volgende dag aangeeft. Blauw licht geeft aan dat een zonnige dag op komst is; groen licht kondigt slecht weer aan, en wittig licht wisselvallig weer.

## Restaurants in Hotel Okura Amsterdam
Hotel Okura Amsterdam beschikt over vier restaurants:
- Ciel Bleu Restaurant, met een internationale keuken, is gevestigd op de 23ste verdieping van Hotel Okura Amsterdam. Het chefsteam bestaat uit Onno Kokmeijer en Arjan Speelman. In 2005 kreeg Ciel Bleu zijn eerste Michelinster en in 2008 volgde de tweede.
- Het Yamazato Restaurant heeft sinds 2002 één Michelinster en serveert de authentiek Japanse kaiseki keuken.
- Verder beschikt Hotel Okura Amsterdam over een teppanyaki restaurant: Teppanyaki restaurant Sazanka. Hier bereiden de chefs vis-, vlees- en vegetarische gerechten aan de tafel op de hete bakplaat.
- In 2011 opende restaurant Serre, dat door Michelin werd bekroond met een zogenaamde Bib Gourmand (een onderscheiding voor een perfecte verhouding tussen prijs en kwaliteit).

## Trivia
- Het hotel werd gebruikt als decor voor de Cheech & Chong-film Still Smokin.[4]

## Fotogalerij

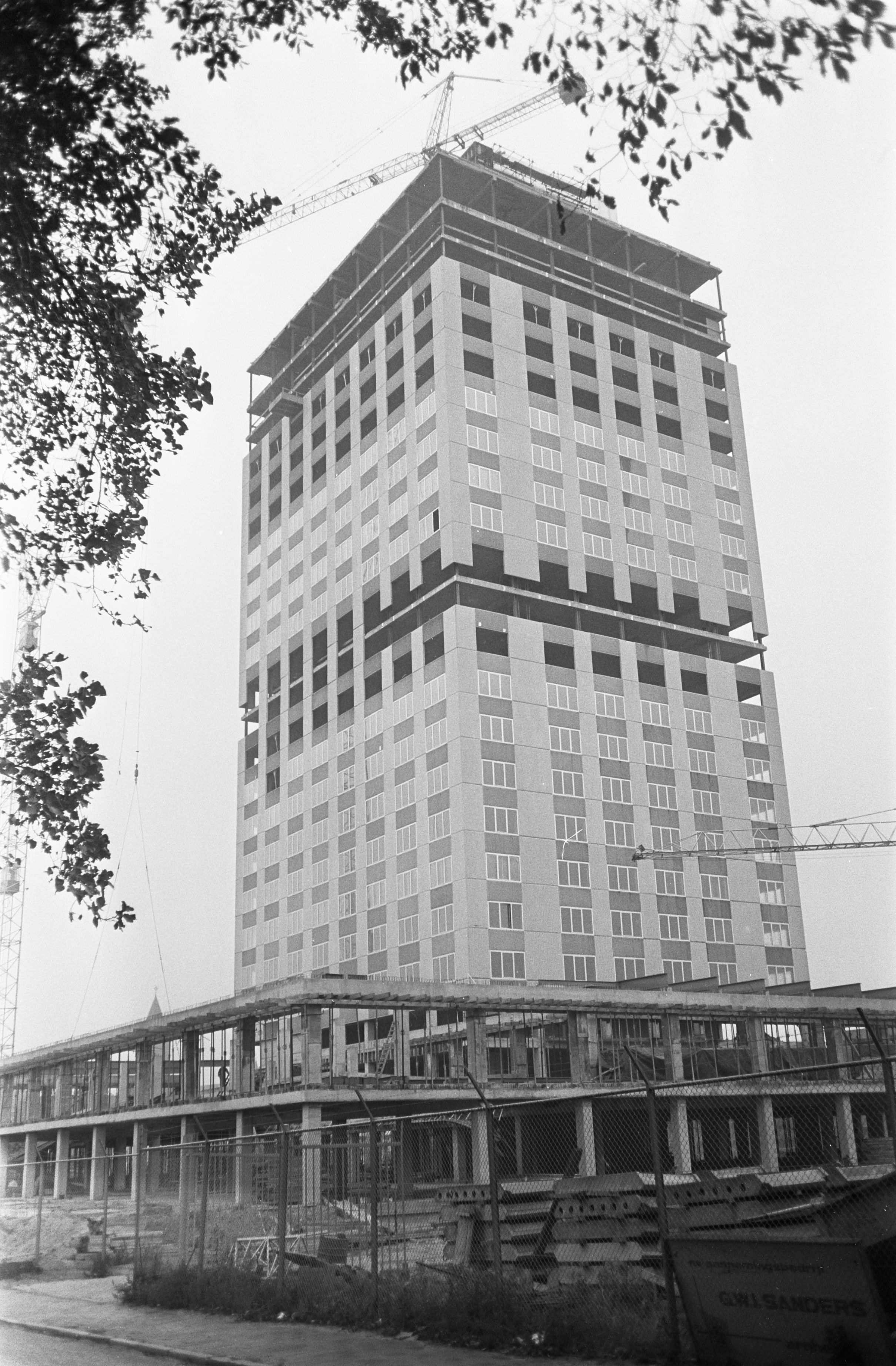
Hotel Okura in aanbouw in 1970
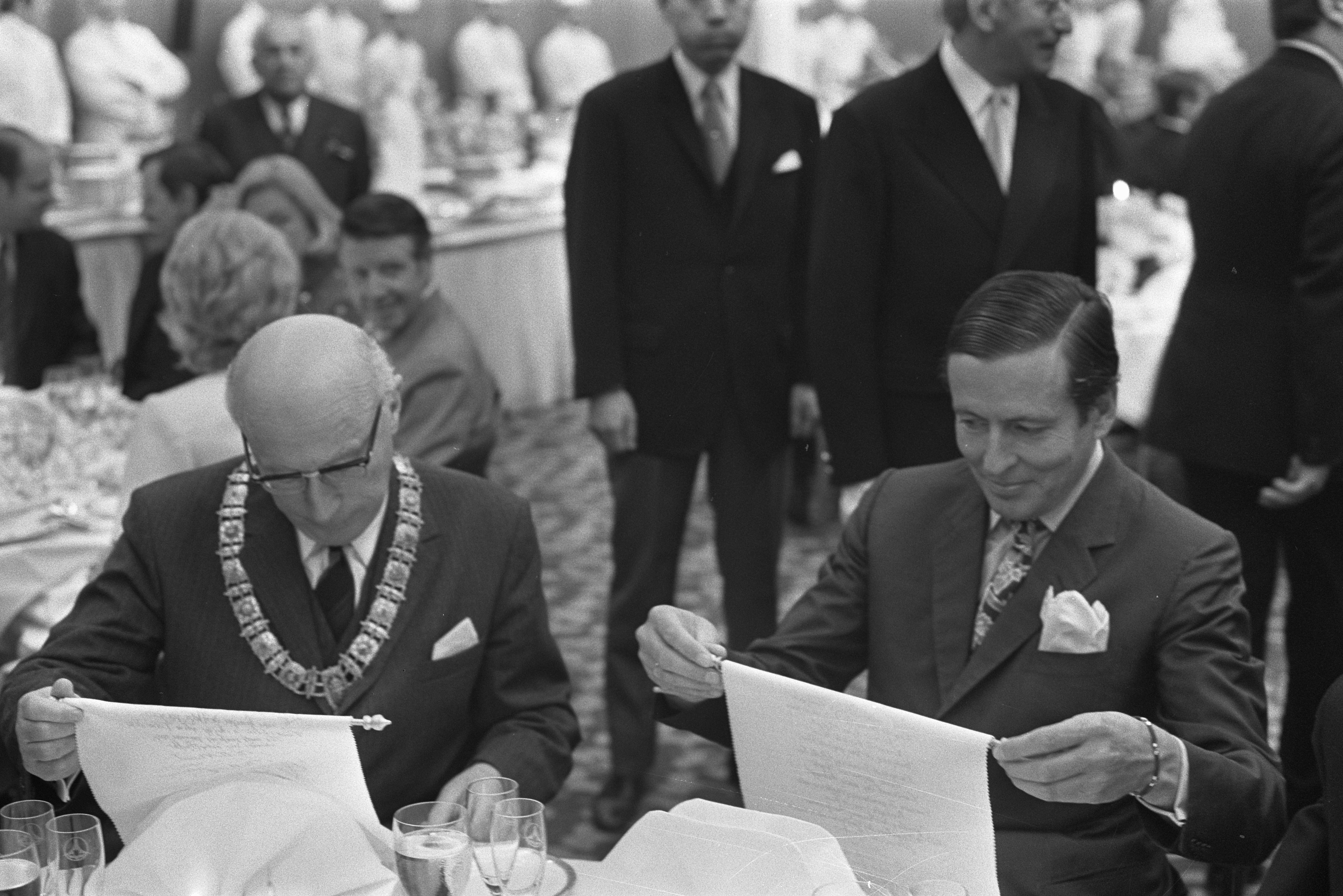
Prins Claus bij de opening in 1971
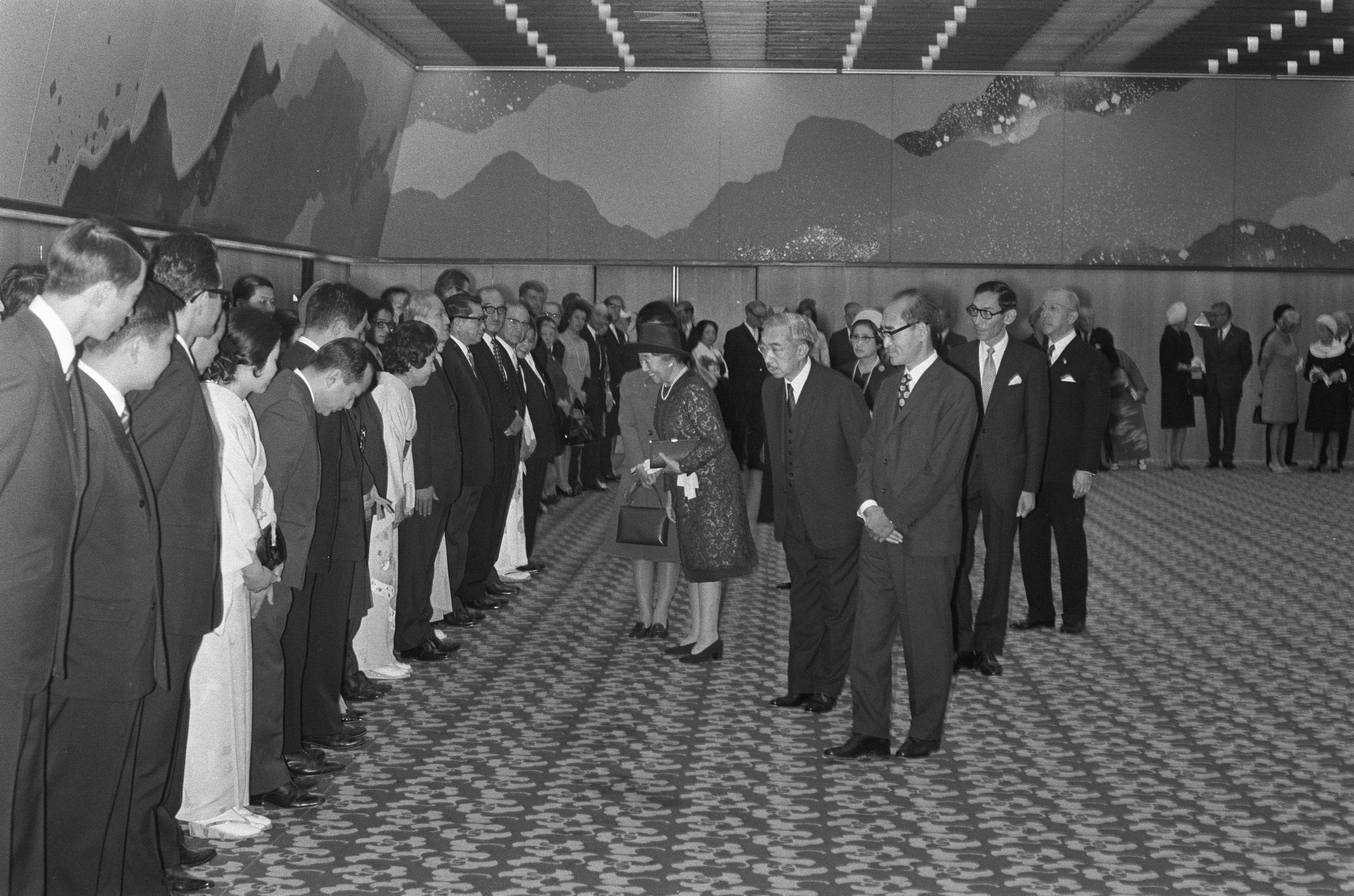
Bezoek van Keizer Hirohito aan het hotel in 1971
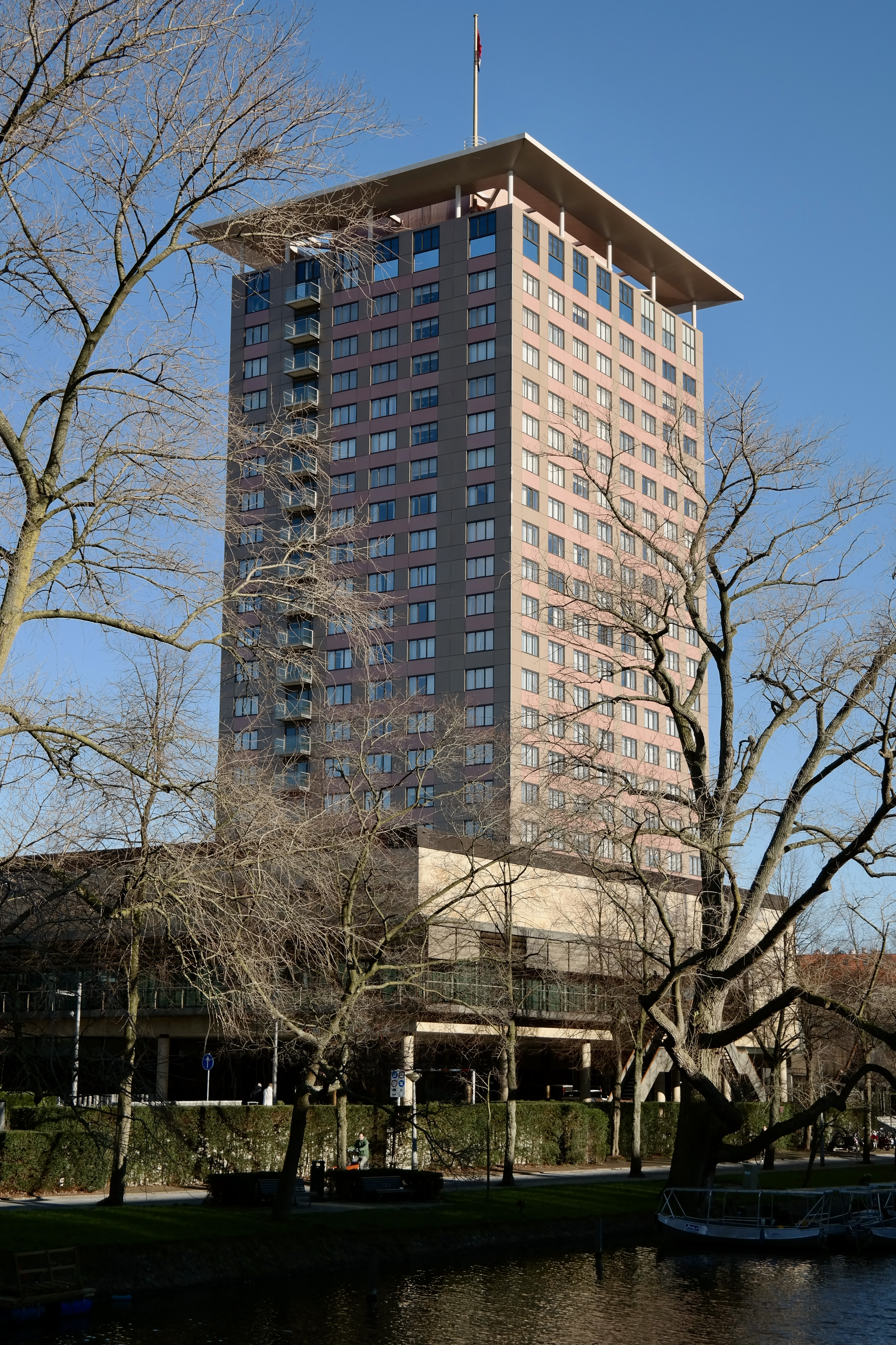
Het hotel in 2016
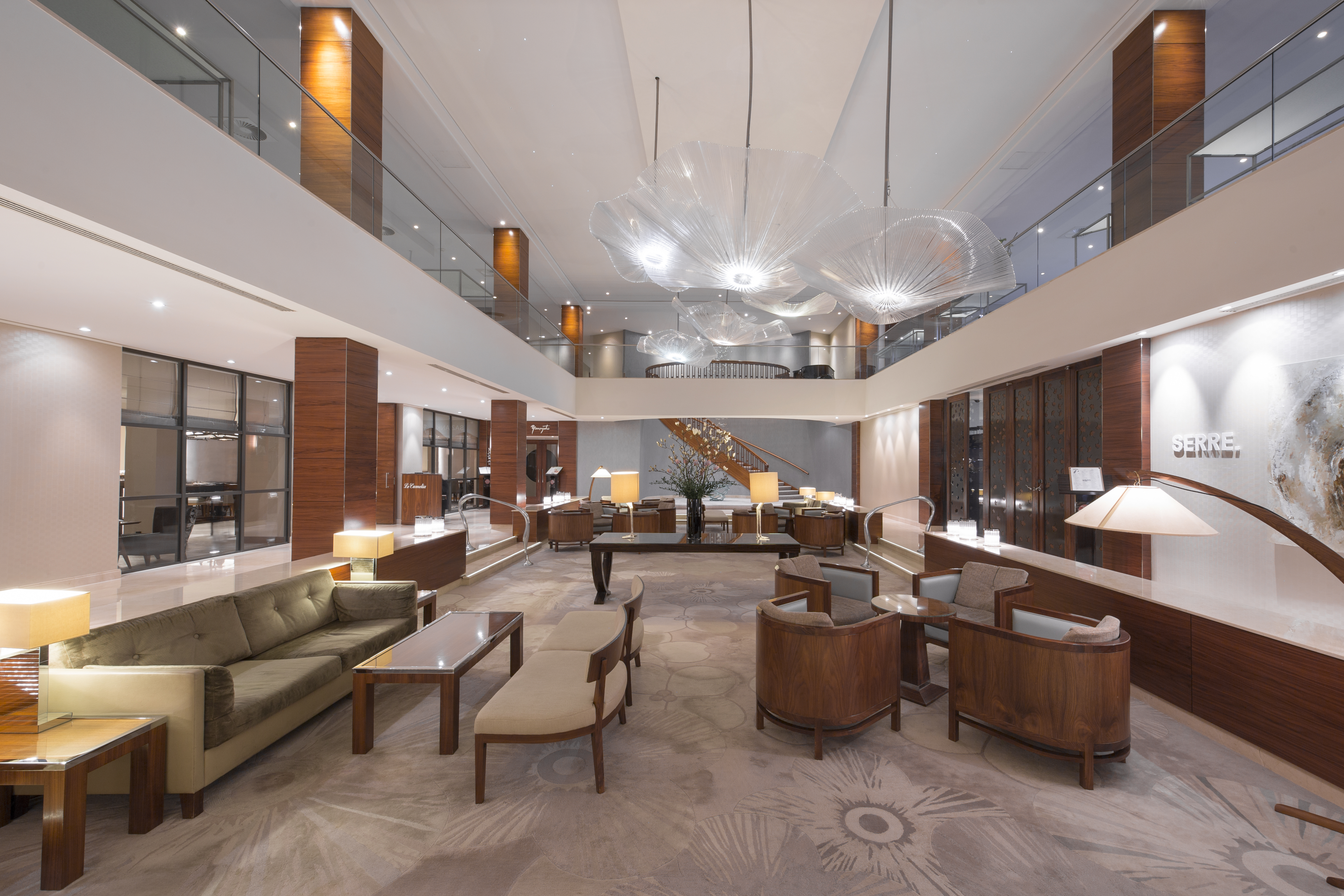
De hotellobby in 2018